# Condado de Grant (Dakota do Sul)
O Condado de Grant é um dos 66 condados do Estado americano da Dakota do Sul. A sede do condado é Milbank, e sua maior cidade é Milbank. O condado possui uma área de 1 182 km² (dos quais 14 km² estão cobertos por água), uma população de 7 847 habitantes, e uma densidade populacional de 7 hab/km² (segundo o censo nacional de 2000).